# Conny van Bentum

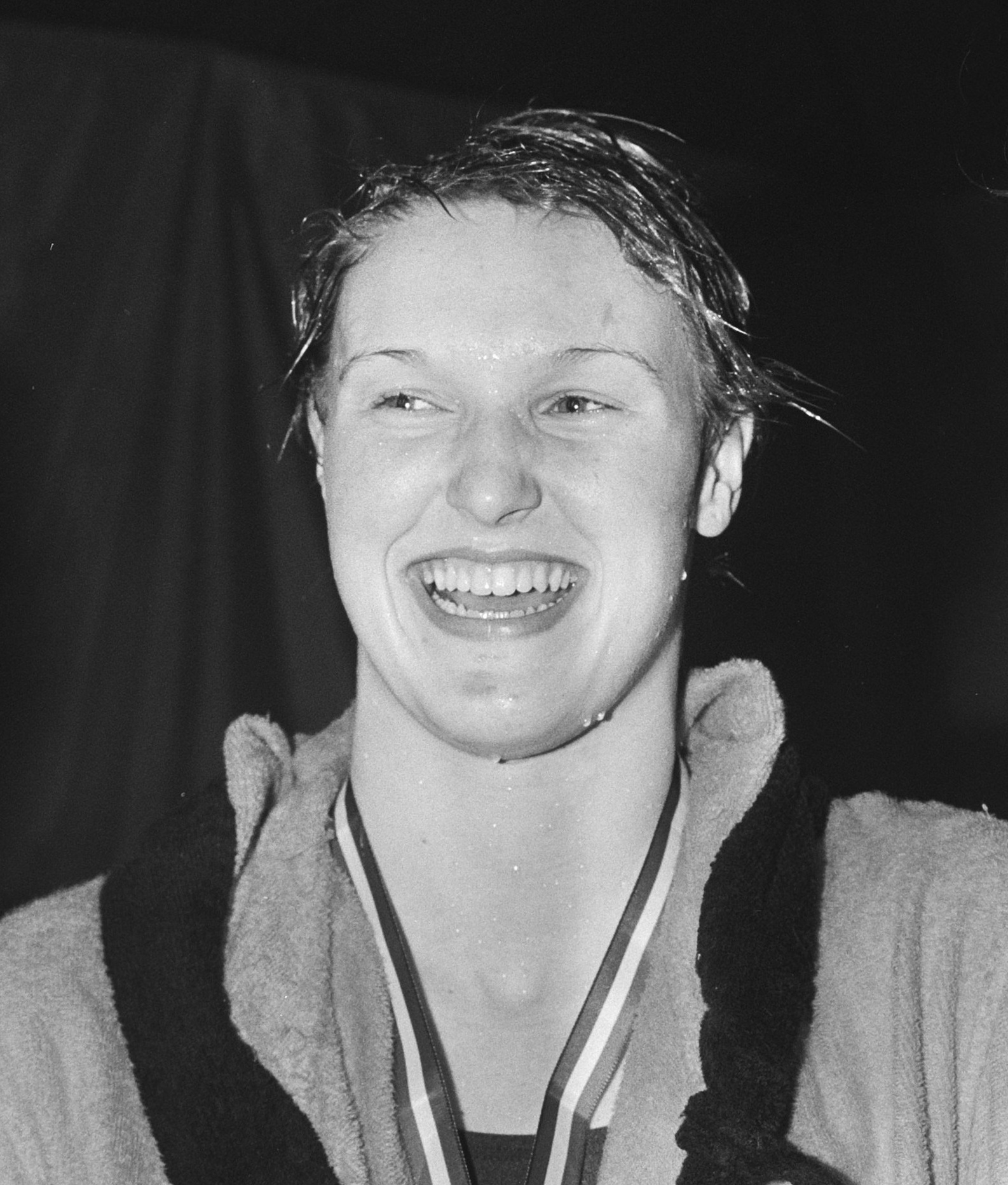
Conny Van Bentum (1983)

Cornelia „Conny“ van Bentum (* 12. August 1965 in Barneveld) ist eine ehemalige niederländische Schwimmerin. Sie gewann von 1980 bis 1988 bei drei Olympischen Spielen je eine Medaille mit der Freistilstaffel.

## Sportliche Karriere

### Vom Beginn bis 1983
Bereits 1979 gewann Conny van Bentum ihren ersten niederländischen Meistertitel. Bei den Olympischen Spielen 1980 schwamm die vierzehnjährige Conny van Bentum über 100 Meter Freistil auf den fünften Platz, hatte im Ziel allerdings zwei Sekunden Rückstand auf die Bronzemedaillengewinnerin Ines Diers aus der DDR. Sechs Tage später hatte die 4-mal-100-Meter-Freistilstaffel der DDR mit den drei Medaillengewinnerinnen aus dem Einzelwettbewerb im Ziel über sechs Sekunden Vorsprung auf die zweitplatzierten Schwedinnen. Mit einer halben Sekunde Rückstand auf die Schwedinnen erreichte die niederländische Staffel mit Conny van Bentum, Wilma van Velsen, Reggie de Jong und Annelies Maas den dritten Platz und erhielt die Bronzemedaille.
Im Jahr darauf gewann Conny van Bentum bei den Schwimmeuropameisterschaften 1981 in Split drei Medaillen. Zunächst erkämpfte sie Bronze über 100 Meter Freistil hinter Caren Metschuk und Birgit Meineke aus der DDR. Dann erschwamm die niederländische 4-mal-100-Meter-Freistilstaffel in der Besetzung Annemarie Verstappen, Monique Drost, Wilma van Velsen und Conny van Bentum Bronze hinter den beiden deutschen Staffeln. Es folgte der vierte Platz mit der Lagenstaffel in der Besetzung Jolanda de Rover, Petra van Staveren, Annemarie Verstappen und Conny van Bentum. Zum Abschluss gewann Van Bentum Bronze über 200 Meter Freistil hinter den DDR-Schwimmerinnen Carmela Schmidt und Birgit Meineke.
Bei den Schwimmweltmeisterschaften 1982 in Guayaquil erkämpfte die 100-Meter-Freistilstaffel mit Verstappen, Maas, van Velsen und van Bentum Bronze hinter den Staffeln aus der DDR und aus den Vereinigten Staaten. Die niederländische Lagenstaffel, die in der gleichen Besetzung wie 1981 antrat, belegte den vierten Platz.
Mit sieben Finalteilnahmen und sechs Medaillen waren die Schwimmeuropameisterschaften 1983 in Rom für Conny van Bentum besonders erfolgreich. Die 200-Meter-Freistilstaffel mit Annemarie Verstappen, Jolande van der Meer, Reggie de Jong und Conny van Bentum erhielt Bronze hinter den beiden deutschen Staffeln. Über 200 Meter Freistil gewann sie Bronze hinter Birgit Meineke und Astrid Strauß aus der DDR. Über 100 Meter Freistil siegte ebenfalls Birgit Meineke, hinter Kristin Otto erkämpfte Conny van Bentum Bronze. Die 100-Meter-Freistilstaffel mit Annemarie Verstappen, Wilma van Velsen, Elles Voskes und Conny van Bentum gewann Silber hinter der Staffel aus der DDR. Über 100 Meter Schmetterling belegte van Bentum den fünften Platz. Dann gewann die Lagenstaffel mit Jolanda de Rover, Petra van Staveren, Annemarie Verstappen und Conny van Bentum Silber hinter der Staffel aus der DDR. Zum Abschluss erkämpfte van Bentum Bronze über 200 Meter Schmetterling hinter Cornelia Polit und Ines Geißler aus der DDR. Für ihre sechs Medaillen wurde Conny van Bentum 1983 in den Niederlanden zur Sportlerin des Jahres gewählt.

### Von 1984 bis zum Karriereende

V. l. n. r.: Petra van Staveren, Annemarie Verstappen, Jolanda de Rover, Conny van Bentum (Januar 1984)

Nachdem die Schwimmerinnen aus der DDR bei den Olympischen Spielen 1984 in Los Angeles wegen des Olympiaboykotts nicht dabei waren, gewann die Mannschaft des Gastgeberlandes fast alle Goldmedaillen bei den Schwimmerinnen. Lediglich die Kanadierin Anne Ottenbrite sowie Jolanda de Rover und Petra van Staveren aus der niederländischen Mannschaft konnten je eine Goldmedaille gewinnen. Conny van Bentum belegte über 100 Meter Freistil den vierten Platz und wurde Fünfte über 200 Meter Freistil. Die niederländische Freistilstaffel mit Annemarie Verstappen, Elles Voskes, Desi Reijers und Conny Van Bentum erreichte als Zweite hinter den Amerikanerinnen das Ziel. Über 100 Meter Schmetterling kam van Bentum als Siebte ins Ziel, über 200 Meter Schmetterling belegte sie den achten Platz. Die niederländische Lagenstaffel mit den Olympiasiegerinnen de Rover und van Staveren sowie Verstappen und Reijers wurde im Vorlauf disqualifiziert, sodass van Bentum nicht zum Einsatz kam.
Bei den Schwimmeuropameisterschaften 1985 gewann Conny van Bentum über 100 Meter Freistil Bronze hinter Heike Friedrich und Manuela Stellmach aus der DDR. Die 200-Meter-Freistilstaffel mit Conny van Bentum, Mildred Muis, Ilse Oegema und Jolande van der Meer gewann Silber hinter der DDR-Staffel. Die 100-Meter-Freistilstaffel mit Conny van Bentum, Ilse Oegema, Karin Brienesse und Annemarie Verstappen als Schlussschwimmerin gewann Bronze hinter den beiden deutschen Staffeln. Über 100 Meter Schmetterling belegte van Bentum den fünften Platz, auf der doppelt so langen Strecke wurde sie Siebte. Bei der Universiade 1985 gewann Conny van Bentum sowohl über 100 Meter als auch über 200 Meter Freistil Gold.
Mit sieben Finalteilnahmen und vier Medaillen war Conny van Bentum auch bei den Weltmeisterschaften in Madrid recht erfolgreich. Über 100 Meter Freistil erkämpfte sie Bronze hinter Kristin Otto aus der DDR und Jenna Johnson aus den Vereinigten Staaten. Die 200-Meter-Freistilstaffel mit Annemarie Verstappen, Jolande van der Meer, Marianne Muis und Conny van Bentum gewann Bronze hinter den Staffeln aus der DDR und den USA. Über 200 Meter Freistil erreichte van Bentum den vierten Platz mit zwölf Hundertstelsekunden Rückstand auf die Bronzemedaille. Mit Conny van Bentum, Laura Leideritz, Karin Brienesse und Annemarie Verstappen erkämpfte die 100-Meter-Freistilstaffel Bronze hinter DDR und USA. Es folgte der sechste Platz über 100 Meter Schmetterling. Auch in der Lagenstaffel siegte die Staffel aus der DDR vor den USA und den Niederländerinnen, für die Jolanda de Rover, Petra van Staveren, Conny van Bentum und Annemarie Verstappen antraten. Zum Ausklang belegte van Bentum über 50 Meter Freistil den sechsten Platz.
Zum Abschluss ihrer Karriere trat Conny van Bentum bei den Olympischen Spielen 1988 in fünf Disziplinen an und erreichte jeweils das Finale. Zum Auftakt wurde sie Achte über 100 Meter Freistil. Die 100-Meter-Freistilstaffel mit Marianne Muis, Mildred Muis, Conny van Bentum und Karin Brienesse gewann Silber hinter der Staffel aus der DDR. Über 100 Meter Schmetterling erreichte van Bentum als Sechste das Ziel. Die Lagenstaffel mit Jolanda de Rover, Linda Moes, Conny van Bentum und Karin Brienesse belegte den fünften Platz. Und schließlich kam van Bentum über 200 Meter Schmetterling als Achte ins Ziel.
Nach ihrer Karriere war Conny van Bentum kurze Zeit medizinische Betreuerin des Damen-Hockeynationalteams. Danach ließ sie sich als Ärztin in Amersfoort nieder.